# Lúcio Corélio Nerácio Pansa
Lúcio Corélio Nerácio Pansa (em latim: Lucius Corellius Neratius Pansa) foi um senador romano eleito cônsul em 122 com Mânio Acílio Avíola. Era filho de Corélia Híspula, filha de Quinto Corélio Rufo, cônsul sufecto em 78, e Lúcio Nerácio Marcelo, cônsul sufecto em 95 e cônsul em 122.